# Liljeborgia polonius
Liljeborgia polonius is een vlokreeftensoort uit de familie van de Liljeborgiidae. De wetenschappelijke naam van de soort is voor het eerst geldig gepubliceerd in 2006 door Hughes & Lowry.